# Get Him Back!
«Get Him Back!» (estilizado en minúsculas) es una canción de la cantautora estadounidense Olivia Rodrigo para su segundo álbum de estudio, Guts (2023). Rodrigo lo escribió con Dan Nigro, quien lo coprodujo con Alexander 23 e Ian Kirkpatrick. La canción fue enviada a la radio como tercer sencillo del álbum el 15 de septiembre de 2023. «Get Him Back!» se inspiró en la tendencia de Rodrigo a entablar relaciones debido a las expectativas de la gente y detalla tanto su deseo de volver con su ex como de vengarse de él. Algunos críticos denominaron a la canción como destacada entre los temas del álbum.

## Antecedentes
Tras el éxito comercial de su álbum de estudio debut, Sour (2021), Olivia Rodrigo continuó colaborando con Dan Nigro, quien había producido todos los temas del mismo. El siguiente álbum, Guts (2023), fue concebido cuando tenía 19 años, un año que describió como «mucha confusión, errores, incomodidad y angustia adolescente a la antigua usanza». El álbum y su título se anunciaron el 26 de junio de 2023, y su sencillo principal, «Vampire», fue lanzado cuatro días después. La canción alcanzó el número uno en varios países, incluido Estados Unidos, donde se convirtió en su tercer sencillo número uno en el Billboard Hot 100. «Bad Idea Right?» fue elegido como sencillo de seguimiento.
Rodrigo escribió «Get Him Back!» con Negro. Ella detalló su inspiración en una entrevista con Zane Lowe para Apple Music: «Tenía tal deseo de vivir y experimentar cosas y cometer errores y crecer después de que salió Sour, sentí esta presión de ser esta chica que pensé que todos esperaban. Creo que debido a esa presión, tal vez hice cosas que tal vez no debería haber salido con personas que no debería haberlo hecho». El 31 de julio de 2023, Rodrigo reveló un videoclip que incluía pistas sobre la lista de canciones de Guts, destinado a que los fanáticos lo decodificaran. La mostraba relajándose en un dormitorio, desempacando cajas y experimentando con varios dispositivos, incluido un teclado eléctrico y una máquina de escribir retro. El 1 de agosto de 2023, Rodrigo reveló la lista de canciones, que incluye «Get Him Back!» como octava pista. Un clip teaser publicado junto con la lista de canciones incluía cartas dirigidas a «258 get him back drive». La canción fue lanzada como pista de Guts el 8 de septiembre de 2023 a través de Geffen Records.

## Composición
«Get Him Back!» tiene una duración de tres minutos y 31 segundos. Nigro produjo y diseñó la canción con Alexander 23 e Ian Kirkpatrick y proporcionó la producción vocal. Toca guitarra acústica, guitarra eléctrica, percusión, piano, bajo, sintetizador y programación de batería; Alexander 23 toca la batería, la guitarra slide, el bajo y el sintetizador; Kirkpatrick toca sintetizadores y programación de batería; y Sterling Laws toca la batería. Mitch McCarthy mezcló la canción y Randy Merrill la masterizó.
Según Lauren Puckett-Pope de Elle, «Get Him Back!» «trata sobre la interpretación dual de [las] palabras 'get him back' ['recuperarlo'], como para restaurar la relación, y como para procurar venganza». En su letra, Rodrigo detalla una relación de corta duración que comenzó durante el verano y concluyó en la primavera. Ella continúa cuestionando las afirmaciones de su ex sobre su altura y lo describe como egoísta pero «muy divertido». Al experimentar sentimientos encontrados hacia él, redacta cartas dirigidas a él y fantasea con besarlo y hacerle sentir envidia.

## Recepción
Caryn Ganz de The New York Times describió «Get Him Back!» como un «divertido tema de rap rock», en el que Rodrigo «hace girar en broma la frase del título, buscando venganza y reconciliación».  Chris DeVille de Stereogum eligió la canción como el «éxito más obvio» de Guts y una pista destacada. Creía que la presentación en vivo tras su lanzamiento demostraba que «alguien dentro del equipo de Rodrigo» pensaba lo mismo. En una clasificación de todas las canciones del álbum, Jason Lipshutz de Billboard la nombró la mejor canción y declaró: «Rodrigo se divierte a través de los versos, casi rapeando su relato de un romance alegremente equivocado, antes de que llegue un gancho con un pisotón de voces que animan su juego de palabras; el puente extendido [...] marca uno de los momentos pop más eufóricos del álbum, y muy probablemente de todo 2023».

## Video musical
Jack Begert dirigió el vídeo musical de «Get Him Back!», que fue filmado en un iPhone 15 Pro. El vídeo fue publicado el 12 de septiembre de 2023, poco después del anuncio del dispositivo. En él, Rodrigo destruye varias cosas mientras se dirige a distintos lugares; destroza una casa y crea una congestión de tráfico caótica. Se une a clones de ella misma, que lanzan cuchillos y rompen ventanillas de coches mientras cantan la canción con ella. Abby Jones de Consequence pensó que los ocho clones de Rodrigo «representaban cada uno de las voces contradictorias en la cabeza de Rodrigo que le decían que le rayara el auto [a su ex]».

## Actuaciones en vivo
Rodrigo interpretó «Get Him Back!» en vivo por primera vez en el programa de televisión Today el 8 de septiembre de 2023. Cuatro días después, repitió la canción y «Vampire» en los MTV Video Music Awards 2023. Rodrigo vestía calentadores blancos hasta las rodillas, un sujetador deportivo rojo y una falda roja hasta las rodillas. El primer decorado, que presentaba el escenario de un bosque brumoso, fue destruido por fuegos artificiales; el falso mal funcionamiento fue una recreación de una secuencia similar en el video musical «Vampire». Después de que un miembro del personal la sacara del escenario, Rodrigo se unió a clones de ella misma con vestidos rosas para interpretar «Get Him Back!» frente a una cortina azul, haciendo referencia a su video musical.

## Créditos y personal
Créditos adaptados de las notas de álbum de Guts.
- Olivia Rodrigo – interpretación, composición, coros
- Dan Nigro – producción, composición, ingeniería, guitarra acústica, guitarra eléctrica, percusiones, piano, producción vocal, bajo, sintetizadores, programación de percusiones, coros
- Alexander 23 – coproducción, coros, ingeniería, slide de guitarra, bajo, sintetizadores, coros
- Ian Kirkpatrick – coproducción, ingeniería, sintetizadores, programación de percusiones
- Sterling Laws – percusiones
- Randy Merrill – masterización
- Mitch McCarthy – mezcla

## Posicionamiento en listas
| Listas (2023)                         | Mejor posición |
| ------------------------------------- | -------------- |
| Alemania (Offizielle Deutsche Charts) | 78             |
| Australia (ARIA)                      | 6              |
| Austria (Ö3 Austria Top 40)           | 52             |
| Canadá (Canadian Hot 100)             | 11             |
| Estados Unidos (Billboard Hot 100)    | 11             |
| Francia (SNEP)                        | 188            |
| Grecia (IFPI)                         | 18             |
| Irlanda (IRMA)                        | 5              |
| Japón (Billboard Japan)               | 20             |
| Lituania (AGATA)                      | 70             |
| Noruega (VG-lista)                    | 19             |
| Nueva Zelanda (Recorded Music NZ)     | 5              |
| Países Bajos (Mega Single Top 100)    | 48             |
| Países Bajos (Tipparade)              | 19             |
| Reino Unido (UK Singles Chart)        | 7              |
| Singapur (RIAS)                       | 13             |
| Suecia (Sverigetopplistan)            | 28             |
| Suiza (Schweizer Hitparade)           | 86             |

## Historial de lanzamiento
| Región | Fecha                    | Formato(s)    | Discográfica(s)       | Ref.   |
| ------ | ------------------------ | ------------- | --------------------- | ------ |
| Italia | 15 de septiembre de 2023 | Radio airplay | Universal Music Group | [ 47 ] |